# 岩井寛
岩井 寛（いわい ひろし、1931年2月3日 - 1986年5月22日）は、日本の医学者、精神科医。
東京生まれ。上智大学卒業後、早稲田大学文学部大学院で美学を専攻、さらに東京慈恵会医科大学を卒業。聖マリアンナ医科大学助教授、教授。
森田療法の継承者の一人だが、臨床を行いつつ、芸術家的感性を生かした著作を数多く執筆した。1986年5月、全身をガンに侵され、55歳で死去。その最期のさまは松岡正剛によって記録された。また病苦を押して執筆した『森田療法』で、森田療法を、精神の自由を護るための技法として記述し、理不尽と闘うことをしなければ森田療法を適用してもムダだと説いている。

## 人物

### 幼少期
小心で様々なことに気を遣う性質で、“石橋を叩いても渡らない”傾向にあったが、石橋を叩きその道が確かであることを確かめたなら、不安があっても「あるがまま」にその橋を渡り、目的を果たすことを実践してきた。それが習い性となり、積極的な人間だと見られることが多くなった。このような性格は幼少期の母親との関係にあった。両親は岩井が物心がついた頃から別居状態であり、母親はことのほか厳しく岩井を躾けた。母親はいくつものアパートを経営する事業的な手腕家で、母親の役割と同時に厳しい父親の役割も演じていた。半面、優しさも持ち合わせていたが、父性的な教育を意識していたため、人一倍岩井には厳しい態度をとったのであろうとしたと岩井自身は考えている。「男の子はかくあるべし」という躾を母親から叩き込まれるが、現実の岩井は気が小さく、自己表現ができない性格であったため、それが劣等感となり、潜在的な苦痛になった。

### 青年期以降
敗戦で皇国の価値観が崩壊し、新しい価値観を求めて右往左往したり、様々な生活体験を通して神経症的な要素を自分なりに解消したが、どこかに”かくあるべし”という意識が強く残っていて、それが人前で自己表現を行う場合の葛藤となっていたが、不安が常在してよいのだと認められ、その上で自己表現を行っていこうという姿勢を持てるようになったのは、森田療法を知って以降である。森田療法の治療者は、被治療者にこうこうだと指摘するところは、全部自分を納得させるための言葉として返ってくるので、自己治療・自己治癒が行われており、非常に恵まれていると発言している。

### 発病後
ガン発病後は、死を覚悟した瞬間から、死までの時間が大切なものに思え、できることを極力やっておこう、意識が生命である間は人間としての自由を極力遂行しようと考えたが、それは岩井の考える”死の彼方の世界“（岩井はそれを「空無の世界」と呼んだ）において、さらに完全な自由が得られると信じた。人間としての自由は厳しく苦しいものであるが、それを遂行しようとするところに人間の尊厳があると考えた。死までのわずかな時間に、この人間としての自由をどこまで遂行していけるのかにそれがかかっていると考え、腫瘍の手術後の1985年夏頃、葡萄膜炎で失明するが、その中で『色と形の深層心理』と『精神療法入門』他3冊の著書をすべて口述筆記で残した。腫瘍による神経圧迫により、下半身が全く動かず、知覚ができない状態であった。岩井はその状態の中でただ便々と苦痛を我慢するだけの生活より、苦痛と闘いながら何らかの形で意味のある一日を送り満足を得ることを”人間としての選択の自由”と表現した。
岩井は失明状態の中、松岡正剛にインタビュー形式での言葉の記録を依頼する。松岡は躊躇したものの岩井の体調の急変と失明状態であったことなどを考慮し、岩井の「最後の言葉」の記録を引き受ける。岩井は『森田療法』のゲラ校正の進行中に亡くなるが、その序文も松岡の手によるものである。それがNHKの深堀一郎ディレクターの目に止まり、岩井の番組の制作が実現する。番組は大きな反響を呼び、それを見た講談社が告白テープを本にしたいと申し出てきたが、それが『生と死の境界線』（講談社）であった。心身ともにダメージを受けていた松岡は着手するまでに、丸1年かかっており、その後もよほどの高感度のコンディション時か、よほど落ちこんでいないと開けないほど松岡にとって重い内容となった。

## 著書
- 『不安を活かす あなたを活かす医学的人生論』白揚社、1969
- 『芥川龍之介 芸術と病理』金剛出版新社（パトグラフィ双書）1969
- 『境界線の美学 異常から正常への記号』造形社、1972
- 『エロスの関係学』主婦の友社、1978
- 『母と子の神経抄』日本書籍、1979
- 『神経症を友として 神経症に負けず 健やかに生き抜く』協和企画（一病息災読本 神経症編）1979
- 『境界線の文学 創造と狂気の解析』ナツメ社、1980
- 『ヒューマニズムとしての狂気』日本放送出版協会（NHKブックス）、1981
- 『歪められた鏡像 日本人の対人恐怖』朝日新聞社、1982
- 『人はなぜ悩むのか』講談社現代新書、1983
- 『<立場>の狂いと世代の病』春秋社、1984
- 『闇と影』青土社、1984
- 『心の管理術』ごま書房（ゴマブックス）1984
- 『色と形の深層心理』日本放送出版協会（NHKブックス）1986
- 『森田療法』講談社現代新書、1986
- 『生と死の境界線 「最後の自由」を生きる』松岡正剛構成、講談社、1988

### 共著・編著
- 『森田療法の理論と実際』阿部亨共編、金剛出版、1975
- 『美の翳りと創造 かくされた芸術の世界』 造形社、1979
- 『現代臨床社会病理学』福島章共編、岩崎学術出版社、1980
- 『子どもの心の病 家族と子供の社会文化論』 北斗出版、1980
- 『描画による心の診断 子どもの正常と異常をみるために』 日本文化科学社、1981
- 『神経症』 日本文化科学社、1982
- 『うつ病』北西憲二共著、日本文化科学社、1983
- 『愛の病気』秋山さと子対談、工作舎、1983
- 『実地臨床に活かす精神療法』 ライフ・サイエンス・センター、1986

### 翻訳
- クレイネス『うつ病の本態と療法』大原健士郎共訳、文光堂、1967
- ブレンダン・マハー『精神病理学の原理』医学書院、1974
- アントン・エーレンツヴァイク『芸術の隠された秩序』中野久夫・高見堅志郎共訳、同文書院、1974

## 論文
- <岩井寛

## 参考サイト
- 松岡正剛の千夜千冊 - 岩井寛 森田療法